# Jean-Noël Crocq
Pour les articles homonymes, voir Crocq (homonymie).
Jean-Noël Crocq, né le 15 mars 1948 à Rennes, est un clarinettiste français.

## Biographie
Jean-Noël Crocq démarre ses études musicales à Evreux jusqu’en 1966.
Il étudie ensuite jusqu'en 1970 au Conservatoire de Paris dans la classe de clarinette d'Ulysse Delécluse  ainsi que dans la classe de Fernand Oubradous et Christian Lardé pour la musique de chambre et dans la classe d'orchestre de Manuel Rosenthal. Il étudie la clarinette basse avec le spécialiste français Jacques Millon.

De 1974 à 2009, il est clarinette basse solo à l'orchestre de l'Opéra de Paris.
Il collabore avec de nombreuses formations musicales comme l'Ensemble Pupitre 14 d'Amiens, l'Orchestre de Nice Côte d'Azur de Radio France, soliste de l'ensemble L'Itinéraire (pendant 15 années), théâtre musical de Jean-Claude Pennetier et Frédéric Stochl (ensemble Musique Ouverte), le Trio Novalis, l'Ensemble Instrumental à Vent de Paris (1980), les quatuors Parrenin et Bernède ...
Il est devenu le premier professeur de clarinette basse du CNSMDP, où il enseigne de 1991 à 2013. Il y enseigne également la musique de chambre. Il est professeur à l'école nationale de la musique de Mantes-la-Jolie de 1971 à 1993.
Il a souvent collaboré à l'amélioration des cors de basset, clarinettes basses et clarinettes contrebasses avec le facteur d'instruments à vent Buffet-Crampon.
Il préside l'association Papageno, dédiée au développement de la musique de chambre dans les milieux scolaires, hospitaliers et carcéraux.
Il est l'auteur de plusieurs ouvrages pédagogiques, en particulier les méthodes Le Clarinettiste débutant, Le Clarinettiste préparatoire et Le Clarinettiste élémentaire (éd. Robert-Martin).
Il pratique également la photographie naturaliste.